# Kacey Jordan

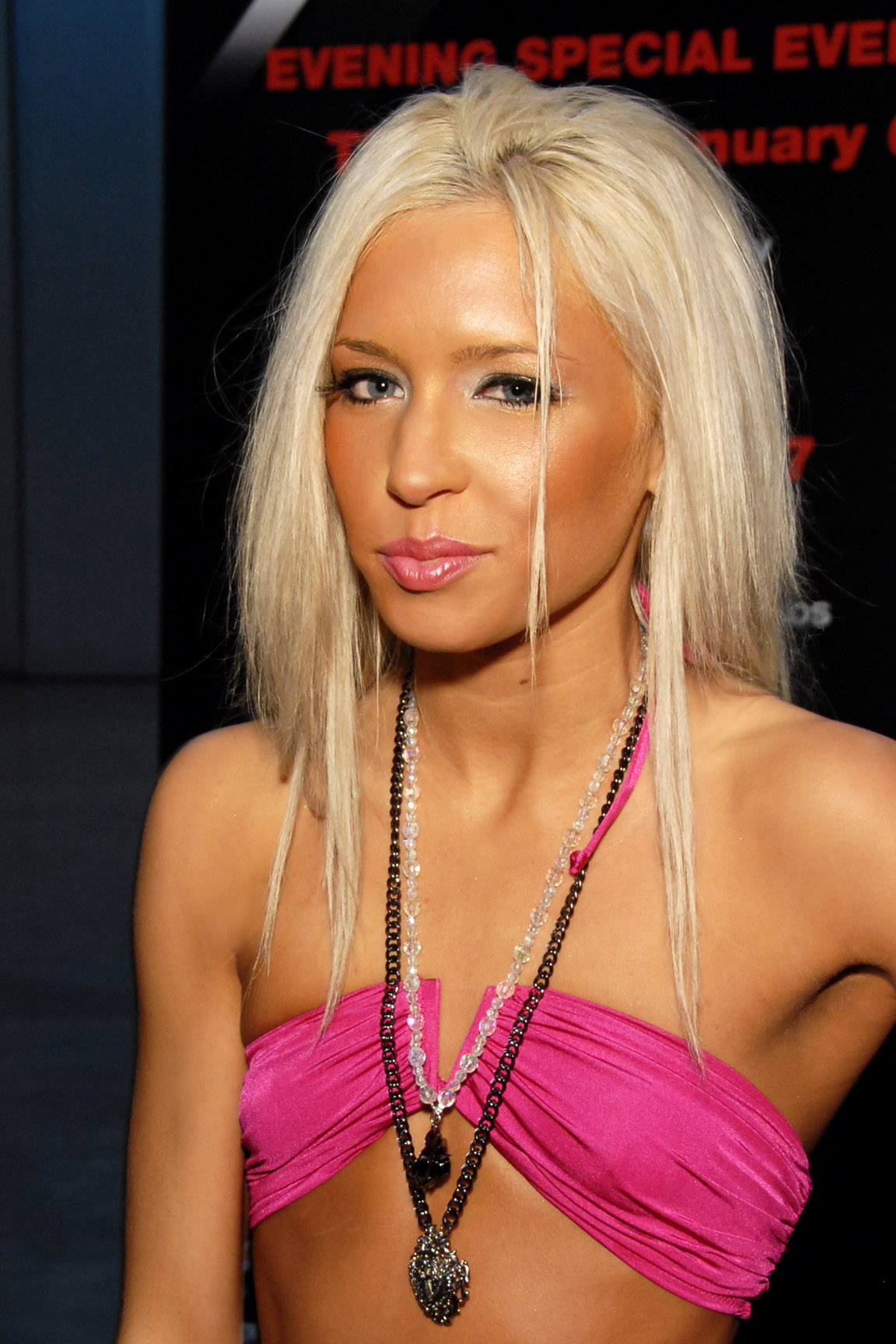
Kacey Jordan (2011)

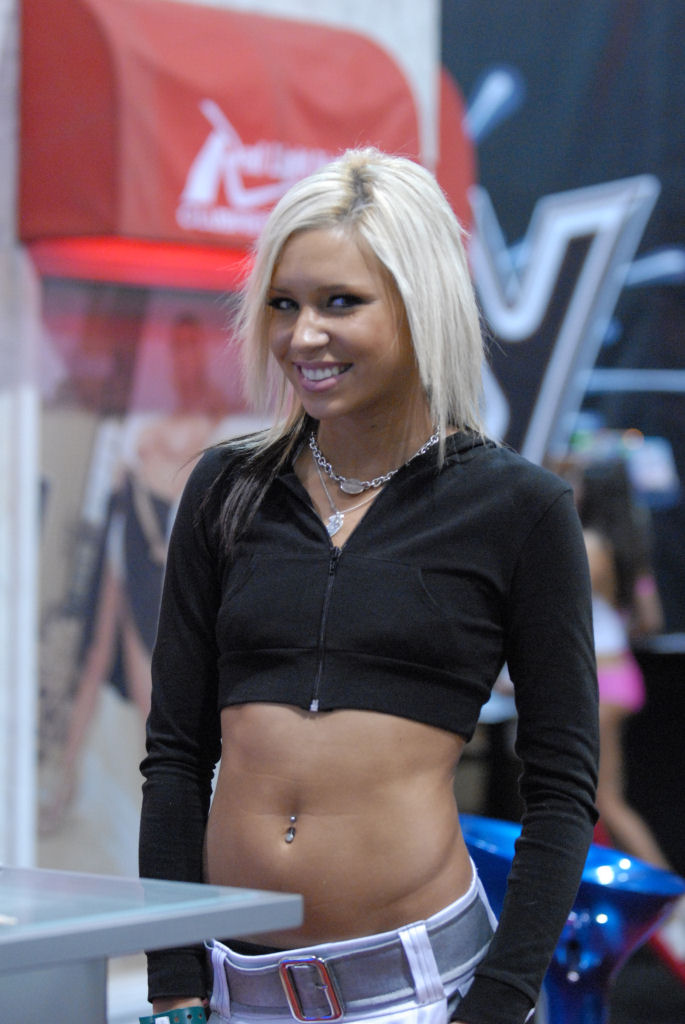
Kacey Jordan (2008)

Kacey Jordan (* 28. März 1988 in Austin, Texas; bürgerlich Courtney Roskop) ist eine US-amerikanische Pornodarstellerin.

## Karriere
Kacey Jordan wuchs in Oregon auf. Sie ging von zu Hause weg, als sie 17 Jahre alt war, und hatte einige Jobs, bis sie im Alter von 19 Jahren von der Agentur LA Direct Models unter Vertrag genommen wurde. Sie drehte bisher ca. 80 Hardcorefilme sowie Szenen für die Websites Brazzers, Reality Kings und Naughty America.
Anfang 2011 erlangte sie aufgrund einer 36-Stunden-Party-Nacht mit dem Schauspieler Charlie Sheen und der anschließenden Medienberichterstattung, beispielsweise der Bild, USA Today, Huffington Post und der Daily Mail, Bekanntheit über die Hardcorebranche hinaus. Ihr wurden angeblich 30.000 US-Dollar dafür geboten, an der Party in Sheens Haus in Los Angeles teilzunehmen. In der Folge wurde eine Reihe von Filmen mit Jordan veröffentlicht, die im Titel auf den Vorfall mit Charlie Sheen anspielen. Beispiele hierfür sind Charlie's Party Girls oder Not Charlie Sheem's House of Whores XXX Parody. Im März 2011 machte sie erneut Schlagzeilen aufgrund eines Selbstmordversuchs.

## Filmografie (Auswahl)
- 2007: Barely Legal 80
- 2008: Double Vision 2
- 2008: Teens Like It Big 1
- 2008: Jailbait 5
- 2008: It’s a Mommy Thing! 3
- 2008: Not The Bradys XXX: Marcia Marcia Marcia!
- 2009: Flight Attendants
- 2009: Hollywood Whore! The Infamous Kacey Jordan
- 2011: Kacey Jordan Is Charlie’s Favorite
- 2011: Not Charlie Sheem’s House of Whores XXX Parody
- 2011: Teen Head
- 2011: Charlie’s Party Girls
- 2011: Not Airplane XXX Cockpit Cuties
- 2011: Charlie’s Girls Battle It Out: Bree Olson vs. Kacey Jordan
- 2013: Not The Bradys XXX: Marcia Goes To College!
- 2015: Black & White 3
- 2015: Anal Beauty 2